# Бутылочная ракета
«Бутылочная ракета» (англ. Bottle Rocket) — криминальная комедия режиссёра Уэса Андерсона. Сценарий написан Уэсом Андерсоном и Оуэном Уилсоном. Является режиссёрским дебютом Уэса Андерсона и актёрским дебютом братьев Оуэна Уилсона и Люка Уилсона.

## Сюжет
Три техасских друга, Энтони, Дигнан и Боб, первый из которых недавно вышел из психиатрической лечебницы, не нашли ничего лучшего, как стать преступниками. Они разработали план ограбления книжного магазина, однако после этого дела им пришлось пуститься в бега.

## В ролях
| Актёр            | Роль                                 |
| ---------------- | ------------------------------------ |
| Оуэн Уилсон      | Дигнан                               |
| Люк Уилсон       | Энтони Адамс                         |
| Роберт Масгрейв  | Боб Мэпплторп                        |
| Джеймс Каан      | Эйб Генри                            |
| Луми Кавасос     | Инес                                 |
| Нед Дауд         | доктор Николс                        |
| Ши Фаулер        | Грейс                                |
| Хейли Миллер     | Бернис                               |
| Эндрю Уилсон     | Джон Мэпплторп / Человек из будущего |
| Брайан Тененбаум | Клей Марчисон                        |
| Стивен Дигнан    | Роб                                  |
| Анна Сифуэнтес   | Кармен                               |
| Донни Кайседо    | Рокки                                |
| Джим Пондс       | Эпплджек                             |
| Кумар Паллана    | Кумар                                |
| Дженни Тули      | Стейси Синклэр                       |
| Темпл Нэш        | Темпл                                |

## Производство
Фильм полностью снимался в Далласе, Форт-Уэрте и Хилсборо, штат Техас. Сцены в доме Боба Мэпплторпа были сняты в резиденции Джона Гиллина, спроектированной Фрэнком Ллойдом Райтом.

## Критика
На агрегаторе рецензий Rotten Tomatoes рейтинг одобрения составляет 85 % рейтинг «Certified Fresh» на основе 68 отзывов со средней оценкой 6,8 из 10. На Metacritic средневзвешенный балл составляет 66 из 100, что указывает на «в целом положительные отзывы».
Фильм провалился в прокате, но привлёк внимание критиков к молодому режиссёру Уэсу Андерсону. Режиссёр Мартин Скорсезе назвал «Бутылочную ракету» одним из своих десяти любимых фильмов 1990-х годов. В 2000 году в интервью Esquire Скорсезе похвалил Уэса Андерсона за его способность «так хорошо и с таким богатством передать простые радости и взаимодействия между людьми».

## Награды и премии
- Lone Star Film & Television Awards
  - 1996 — Дебют года (Уэс Андерсон, Люк Уилсон, Оуэн Уилсон)
- Los Angeles Film Critics Association Awards
  - 1998 — Награда «Новое поколение» (Уэс Андерсон)
- MTV Movie Awards
  - 1996 — Лучший новый режиссёр (Уэс Андерсон)